# Omphax bacoti
Omphax bacoti är en fjärilsart som beskrevs av Louis Beethoven Prout 1912. Omphax bacoti ingår i släktet Omphax och familjen mätare. Inga underarter finns listade i Catalogue of Life.